# Vila Pouca de Aguiar
Vila Pouca de Aguiar es una villa portuguesa perteneciente al distrito de Vila Real, en la región de Trás-os-Montes (Norte) y la comunidad intermunicipal Alto Támega, con cerca de 3500 habitantes.
Es sede de un municipio con 432,68 km² de área y 11 816 habitantes (2021), subdividido en catorce freguesias. El municipio limita al norte con Chaves, al este con Valpaços y Murça, al sur con Alijó, Sabrosa y Vila Real, al oeste con Ribeira de Pena y al noroeste con Boticas.

## Historia
Conocida en sus inicios como las tierras de Aguiar de Pena, un nombre tomado del antiguo castillo construido en piedra con la misma designación, es decir Da Pena, basada en una colosal roca que sería una de las referencias de la comarca, con el nombre de Aguiar asignado por el hecho de que es una zona poblada de águilas.
Limitado al norte por la tierra de Chaves y Montenegro, al este y al sur por la tierra de Panióas y al oeste por las tierras de Bastos. La ocupación humana de este territorio se remonta a la época megalítica, mucho antes de la ocupación romana, como lo atestiguan estructuras monolíticas, yacimientos, sepulturas y descubrimientos arqueológicos que se encuentra en diversos lugares, principalmente en la cordillera de Alvão.
A finales del siglo III a. C. comienza la colonización romana del territorio actualmente portugués.
Más tarde, y hasta la fundación del reino de Portugal, este territorio fue ocupado sucesivamente por suevos, visigodos y musulmanes. Después de la creación del Reino, la primera carta puebla fue otorgada a la Tierra de Aguiar de Pena por el rey Manuel I en 1515. 
A mediados del siglo XIX, las reformas administrativas llevadas a cabo a nivel local, dieron la configuración actual al municipio. 

## Organización territorial
El municipio de Vila Pouca de Aguiar está formado por catorce freguesias:
- Alfarela de Jales
- Alvão
- Bornes de Aguiar
- Bragado
- Capeludos
- Pensalvos e Parada de Monteiros
- Sabroso de Aguiar
- Soutelo de Aguiar
- Telões
- Tresminas
- Valoura
- Vila Pouca de Aguiar
- Vreia de Bornes
- Vreia de Jales

## Demografía
| Gráfica de evolución demográfica de Vila Pouca de Aguiar entre 1900 y 2021 |
|                                                                            |
| Datos según el nomenclátor publicado por el INE portugués.                 |

## Patrimonio

### Yacimientos de la Sierra de Alvão
Las estructuras megalíticas de la Sierra de Alvão (freguesia de Lixa do Alvão), han sido clasificadas como Monumento Nacional desde 1910 y se encuentran en una planicie al lado del río Torno, cerca de "Lixa do Alvão".
Excavada a fines del siglo XIX por sacerdotes y grandes eruditos del municipio de Vila Pouca de Aguiar, José Rafael Rodrigues y José Brenha, esta necrópolis megalítica originalmente estaría compuesta por un conjunto de diez monumentos, cinco de los cuales fueron destruidos, muy probablemente por las actividades agrícolas desarrolladas a lo largo del tiempo, debido a la fertilidad de los terrenos donde se encuentran implantadas, así como los constantes vandalismos a las que fueron sometidas una parte sustancial de los hallazgos arqueológicos de esta región de Trás-os-Montes y, especialmente, los ejemplares de esta tipología arqueológica.
También conocido como "Chã das Arcas", la primera estructura megalítica de este conjunto presenta una estructura construida con tierra y piedra pequeña, cuyas dimensiones lo convierten en uno de los monumentos megalíticos más impresionantes del municipio. Todavía consigue mantener en pie tres de los grandes pilares graníticos que originalmente formaron la cámara sepulcral, así como la piedra cabecera correspondiente, de manera similar, de hecho, a la segunda estructura (excepto el último elemento de piedra), separado de eso por unos veinte metros al oeste .
En cuanto al tercer espécimen de esta necrópolis megalítica, parece que solo es posible percibir la forma primitiva, de cuya cámara sepulcral todavía no se han identificado elementos estructurales, lo mismo sucede, además, con el cuarto espécimen, identificado por la cota en terreno más alto.
Finalmente, el quinto monumento de este conjunto funerario parece ser el que está en las mejores condiciones de conservación, presentando tres de los bloques que inicialmente formarían la cámara sepulcral, o múltiples vestigios del corredor que alcanzarían una longitud de aproximadamente dos metros y un ancho metro y medio.
En cuanto a los artefactos recolectados en el sitio, debe recordarse que la conocida propiedad de Alvão, compuesta por varias docenas de placas grabadas, fragmentos de cerámica, hachas ejecutadas en piedra, puntas de flecha y cuentas de collar, entre otros elementos, procede, precisamente, de este arqueosita, revelando, al final, su relevancia para una mejor comprensión de este período del noroeste peninsular.

### Castillo de Aguiar
El Castillo de Pena de Aguiar o Castillo de Aguiar, una combinación única de naturaleza e ingenio humano, que se encuentra en las estribaciones de la Sierra de Alvão, cerca de la aldea de Castelo, en la freguesia de Telões, está clasificado como "Monumento Nacional" desde el 26 de febrero de 1982.
Bloques de granito gigante abundan en la zona. El castillo, aislado e inexpugnable, como el nido de un águila, que domina el fértil valle de Aguiar y las montañas circundantes, está apoyado en el más alto de ellos. Con el desarrollo de pueblos y ciudades, al final de la Edad Media, la estabilización de las fronteras y las múltiples reformas administrativas y políticas, el Castillo de Aguiar, como muchas otras fortalezas aisladas, perdió su importancia. El paso del tiempo y la erosión lo han degradado, hasta que alcanzó el estado ruinoso en el que se encuentra hoy, a pesar de su importancia.

### Minas Romanas de Tresminas
El Complejo Minero de "Tresminas", clasificado como Propiedad de Interés Público en 1997, según un investigador español, en el cual los metales ya se explotaron en el período neolítico tardío y sobre todo en las edades de bronce y hierro. Pero es, principalmente, durante la romanización lo que marca profundamente la actividad minera en este lugar.
La explotación que los romanos realizaron en "Covas", debido a su importancia y duración, hizo que los vestigios dejaran ser de gran importancia, no solo desde el punto de vista del conocimiento del asentamiento romano en tierras portuguesas, sino también de la comprensión de su explotación metalúrgica y de sus métodos de tratamiento.
Las minas romanas a cielo abierto probablemente ya se encontraban durante el reinado de Augusto (27 a. C., 14 d. C.), el cual comenzó la explotación sistemática de este complejo y que duró hasta la segunda mitad del siglo II d. C. Durante el dominio imperial y fiscal, el distrito minero estaba bajo la guía directa del Estado. Los límites exactos de la ciudad minera de "Covas" aún no se conocen. Después de algunas prospecciones realizadas, se supone que existen ciertas construcciones, como edificios administrativos, cuarteles, vestuarios, complejos industriales, almacenes, silos, mercados, tiendas, casas residenciales, templos y santuarios.
La explotación minera en "Covas" se llevó a cabo esencialmente por extracción a cielo abierto, lo que resultó en unas gargantas que son los esquejes (o lagos) de "Covas" y "Ribeirinha". En una tercera cortante existente, la de "Lagoínhos" (no estudiada) la explotación era subterránea. Esta sección resulta de una gran extensión de lo que sería la galería principal de un conjunto complicado de galerías.
Como curiosidad, un ingeniero de minas inglés estimó que para extraer un volumen de 5 800 000 m³ de estas extracciones, se necesitaron unos 2000 trabajadores operando diariamente durante unos 200 años.
En "Corta" o "Lago de Covas", se han reconocido varias galerías que se habrán utilizado, una para la disposición de vertederos y aguas, la otra como talleres de tratamiento de minerales. En las proximidades de las grandes cuevas, habría habido un gran asentamiento, en el que se descubrieron rastros de la eventual existencia de un anfiteatro y una necrópolis.
A unos 300 m al sureste del corte "Covas" hay una estructura de pared de arcilla, parcialmente nivelada y deformada por el trabajo agrícola. Ciertamente no es un muro defensivo derribado de una fortificación, pero lo más probable es que fuera la base del sótano de un pequeño anfiteatro.
Alrededor de 1937, cuando se realizaban trabajos de construcción de carreteras, se encontraron tres sepulcros y un número indefinido de tumbas de cremación en un lugar no designado específicamente. En 1986, fue posible localizar los puntos encontrados de las estelas mencionadas anteriormente, así como de otra piedra sepulcral, desenterrada por el arado de un agricultor y apicultor natural que reside en "Covas", al norte del área minera. Parece que la necrópolis se extendía a ambos lados de la carretera, en una pendiente que desciende hacia el oeste. Su extensión aún se desconoce. Hasta la fecha, no hay evidencia de actividad minera prerromana en "Covas", sin embargo, esta posibilidad no se puede descartar en vista del castro de la edad de hierro, ubicado a unos 4 km al suroeste en una curva en Río Tinhela
Las inscripciones encontradas en el área de Covas forman el marco para la cronología de la minería romana. El asentamiento del sitio, es decir, la minería sistemática, debe haber comenzado, a más tardar, bajo el gobierno de Tiberio.
El asentamiento del destacamento militar en "Covas", además de los soldados de la Séptima Legión, se confirma por la presencia de secciones de los "Ccohors I Gallica equitata civium romanorum", lo que sin duda refleja un alto punto de actividades en la primera mitad del siglo II. También, señala el estado legal de la mina como dominio imperial, es decir, propiedad fiscal. Es muy probable que el distrito de "Covas" estuviera vinculado al de "Jales", formando una unidad administrativa: "territorium metallorum".

### Cuevas
En el pueblo más cercano a las minas romanas de Jales, donde se cree que se asentaron los descendientes de los mineros, y explotaron los minerales de oro y cobre durante un extenso período de tiempo, como lo demuestran las galerías de acceso al interior de las minas. Este patrimonio se puede visitar en varias rutas de senderismo, en el exterior por la sierra da Padrela, con espectaculares vistas de la meseta del noreste de Trás-os-Montes. Se puede acceder desde la carretera que conecta Vila Pouca de Aguiar en dirección hacia Valpaços, en la salida de la freguesia e "Tresminas", donde se encuentra una antigua iglesia románica.

### Ciudadela de Aguiar
El recinto fortificado de Ciudadela (fregesía de Vila Pouca de Aguiar, Ciudadela de Aguiar), clasificada como Propiedad de Interés Público en 1990, se eleva en la cima de una pequeña colina en la Sierra de "Alvão", con vistas al río Avelames, en el valle de Vila Pouca Aguiar y de Ciudadela.
Estudios de caracterización de la estructura y dinámica urbana del territorio municipal, indican aunque está desprovista de las condiciones naturales de defensa esenciales para una comunidad humana instalada allí, fue probablemente, el condicionante que determinó la construcción de una sola línea de pared bien equipada, la mayoría de las cuales ahora está muy demolida, y que alcanzaría unos dos metros de altura en algunas secciones.
La zona interurbana, relativamente elíptica, tiene múltiples afloramientos de granito de pequeñas dimensiones, hasta el momento no se han encontrado signos de una probable existencia de estructuras domésticas, como ciertamente se esperaría en una ciudad fortificada de la Edad de Hierro, como ésta.

### Iglesia de Santa Eulalia
La Iglesia de Santa Eulalia (fregesia Pensalvos) ha estado en proceso de clasificación desde 2003.
En la obra "Portugalie Monumenta Histórica", se hace referencia a este templo "De Sancta Eolália de Penzalvos, Gomecius Menendiz Abbas, Johanes Johanis, Martinus Nuniz, Petrus Gunzalvis, Fernandus Manendiz, Jurati Dixerunt quod rex non est patronus". De estilo románico, cuenta con un imponente campanario de granito y, en la fachada, destacan dos cruces, un cuadrifolio geométrico y una escultura de Santa Eulalia, que se cree que pertenece a la Escuela Flamenca.
Dentro del templo, la capilla principal es de estilo barroco y el hermoso arco de cruz, donde en su centro destaca la imagen de San Miguel Arcángel dominando al dragón, mientras que en el lado derecho, se destacan dos ricos retablos. En el lado izquierdo del pórtico, en un arco perfecto, se puede ver una hermosa imagen de "La Pietà", una escultura conmovedora del dolor de la madre con el cadáver de su hijo sobre sus rodillas. Hay varios altares que embellecen la iglesia, con especial énfasis en el de Almas y Nuestra Señora del Rosario. Se cree que este último, fue ordenado para ser erigido por el Comandante Martins Aguiar, de Casa do Cabo, ya que la parte superior de la puerta principal se puede leer de la siguiente manera: “Esta iglesia fue erigida en todo momento bajo el cuidado del Sargento Mayor Borges Aguiar". Este retablo mariano adorna la imagen, pintada al óleo, con los quince misterios del Rosario. El techo, obra de corte fino y valor precioso, son 55 cajas con varias pinturas al óleo, enmarcadas con los más diversos temas.
Paneles con motivos emblemáticos, Adán y Eva y pecado original, motivos hagiológicos, las vírgenes y mártires santos, los médicos de la Iglesia (San Agustín tiene un corazón ardiente en la mano). El techo de esta Iglesia, con sus cajas pintadas, es de hecho un precioso libro ilustrado con motivos bíblicos, cristológicos y hagiológicos.

## Economía
Los productos que mueven millones de euros en la economía de Vila Pouca de Aguiar son la castaña, las setas silvestres y el cabrito.
El municipio tiene una producción de castañas de alrededor de 1000 toneladas, con unos ingresos de alrededor de 2 millones de euros. Hay alrededor de 300 a 400 familias en el municipio que obtienen ingresos de la castaña. El municipio está ubicado en el área de Denominación de Origen Protegida (DOP) de Padrela.
En Vila Pouca de Aguiar, las setas silvestres también son un sector en expansión. La cosecha mueve a cientos de personas, algunas de ellas para su propio consumo, pero un porcentaje significativo también se recolecta para su comercialización, lo que representa un ingreso complementario al presupuesto familiar.
Todavía hay alrededor de cinco mil cabezas de cabras brava y serrana en el municipio.